# Scytodesmus
Scytodesmus är ett släkte av mångfotingar. Scytodesmus ingår i familjen Oxydesmidae.
Kladogram enligt Catalogue of Life:
| Scytodesmus | \| \| Scytodesmus connivens \| \| \| \| \| \| Scytodesmus kribi \| \| \| \| |
|             | \| \| Scytodesmus connivens \| \| \| \| \| \| Scytodesmus kribi \| \| \| \| |
|             | Scytodesmus connivens                                                       |
|             |                                                                             |
|             | Scytodesmus kribi                                                           |
|             |                                                                             |